# Rund um den Flughafen Köln-Bonn
Das Straßenradrennen Rund um den Flughafen Köln-Bonn war eine Radsportveranstaltung in Deutschland. Es war ein Wettbewerb, der als Eintagesrennen ausgetragen wurde.

## Geschichte
Rund um den Flughafen Köln-Bonn wurde 1989 als Rennen für Amateure begründet und mit Unterbrechungen bis 2004 veranstaltet. Ab 1997 war es ein Rennen der Eliteklasse. Zuletzt war es in der UCI-Klasse 1.3 eingestuft.
Start und Ziel lagen am Flughafen Köln-Bonn in Nordrhein-Westfalen.

## Palmarès
- 1989  Anthony Theus
- 1990  Zbigniew Rudyk
- 1991  Henri Dorgelo
- 1992  Lutz Lehmann
- 1993  Mike Weissmann
- 1994  Hagen Bernutz
- 1995   Lutz Lehmann
- 1996   Lutz Lehmann
- 1997  Bert Dietz
- 1998   Steffen Wesemann
- 1999  Michael Steen Nielsen
- 2000  Søren Petersen
- 2001  Davide Casarotto
- 2002  Steven de Jongh
- 2003   Steffen Wesemann
- 2004  Pascal Hungerbühler